# Larry Fullan
Lawrence James „Larry“ Fullan (* 11. August 1949 in Toronto, Ontario) ist ein ehemaliger kanadischer Eishockeyspieler, der im Verlauf seiner aktiven Karriere zwischen 1968 und 1976 unter anderem 307 Spiele für die Nova Scotia Voyageurs und Richmond Robins in der American Hockey League (AHL) auf der Position des linken Flügelstürmers bestritten hat. Darüber hinaus absolvierte Fullan weitere vier Partien für die Washington Capitals in der National Hockey League (NHL).

## Karriere
Fullan verbrachte seine Juniorenzeit bis 1968 in den unterklassigen Juniorenligen seiner Heimatprovinz Ontario, wo er in der Metro Junior B Hockey League (MetJBHL) auflief. Im Sommer 1968 wechselte der offensivstarke Stürmer in die Vereinigten Staaten, nachdem er sich für ein Studium an der Cornell University entschieden hatte. Dort spielte er in den folgenden vier Jahren parallel für das Eishockeyteam der Universität, die Big Red, in der ECAC Hockey, einer Division im Spielbetrieb der National Collegiate Athletic Association (NCAA). Die vier Spielzeiten an der Cornell University waren dabei mit dem Gewinn von zwei Divisionstiteln der ECAC sowie dem Gewinn der nationalen Collegemeisterschaft im Jahr 1970 überaus erfolgreich. Zudem schaffte es Fullan am Ende seiner letzten Collegesaison ins First All-Star Team der ECAC sowie der NCAA East, nachdem er in 29 Spielen insgesamt 63 Scorerpunkte gesammelt hatte.
Nachdem der Kanadier bis zum Ende seiner Studienzeit im Sommer 1972 im NHL Amateur Draft von den Franchises der National Hockey League (NHL) unbeachtet und daher ungedraftet geblieben war, erhielt er im Juni 1972 als sogenannter Free Agent einen Vertrag bei den Canadiens de Montréal. Fullan kam in der Organisation der Habs in den folgenden zwei Spielzeiten jedoch ausschließlich bei den Nova Scotia Voyageurs, dem Farmteam der Canadiens, in der American Hockey League (AHL) zu Einsätzen. Zwar musste sich der Angreifer in seiner ersten Profispielzeit akklimatisieren, jedoch schaffte er es bereits in seiner zweiten AHL-Saison mit 84 Scorerpunkten in der regulären Saison unter die besten zehn Scorer der Liga. Dennoch blieb er für den hochkarätig besetzten Kader Montréals uninteressant und wurde daher auch nicht für den NHL Expansion Draft 1974 auf die Liste der geschützten Spieler gesetzt. Fullan wurde daher im Draft von den neu gegründeten Washington Capitals ausgewählt.
Trotz des dort eher schwach besetzten Kaders gelang ihm bei den Capitals ebenfalls nicht der Sprung in die NHL und er verblieb weiterhin in der AHL. Dort kam er für Washingtons Kooperationspartner Richmond Robins zum Einsatz. Mit 75 Punkten in der Saison 1975/76 schaffte es der Offensivspieler erneut unter die zehn besten Scorer der regulären Saison. Für die Washington Capitals kam er lediglich im Spieljahr 1974/75 zu vier Einsätzen in der NHL. Im Sommer 1976 beendete Fullan kurz vor seinem 27. Geburtstag seine aktive Spielerlaufbahn frühzeitig. 

## Erfolge und Auszeichnungen
| - 1969 Whitelaw-Cup-Gewinn mit der Cornell University - 1970 Whitelaw-Cup-Gewinn mit der Cornell University - 1970 NCAA-Division-I-Championship mit der Cornell University | - 1972 ECAC First All-Star Team - 1972 NCAA East First All-American Team |

## Karrierestatistik
(Legende zur Spielerstatistik: Sp oder GP = absolvierte Spiele; T oder G = erzielte Tore; V oder A = erzielte Assists; Pkt oder Pts = erzielte Scorerpunkte; SM oder PIM = erhaltene Strafminuten; +/− = Plus/Minus-Bilanz; PP = erzielte Überzahltore; SH = erzielte Unterzahltore; GW = erzielte Siegtore; 1 Play-downs/Relegation; Kursiv: Statistik nicht vollständig)